# روئین
روئین یکی از روستاهای بخش مرکزی در شهرستان اسفراین استان خراسان شمالی است. اهالی روئین به زبان تاتی ایران سخن می‌رانند و یکی از بزرگترین صادر کننده گیلاس در خراسان شمالی به شمار میرود .

## موقعیت و پیشینه

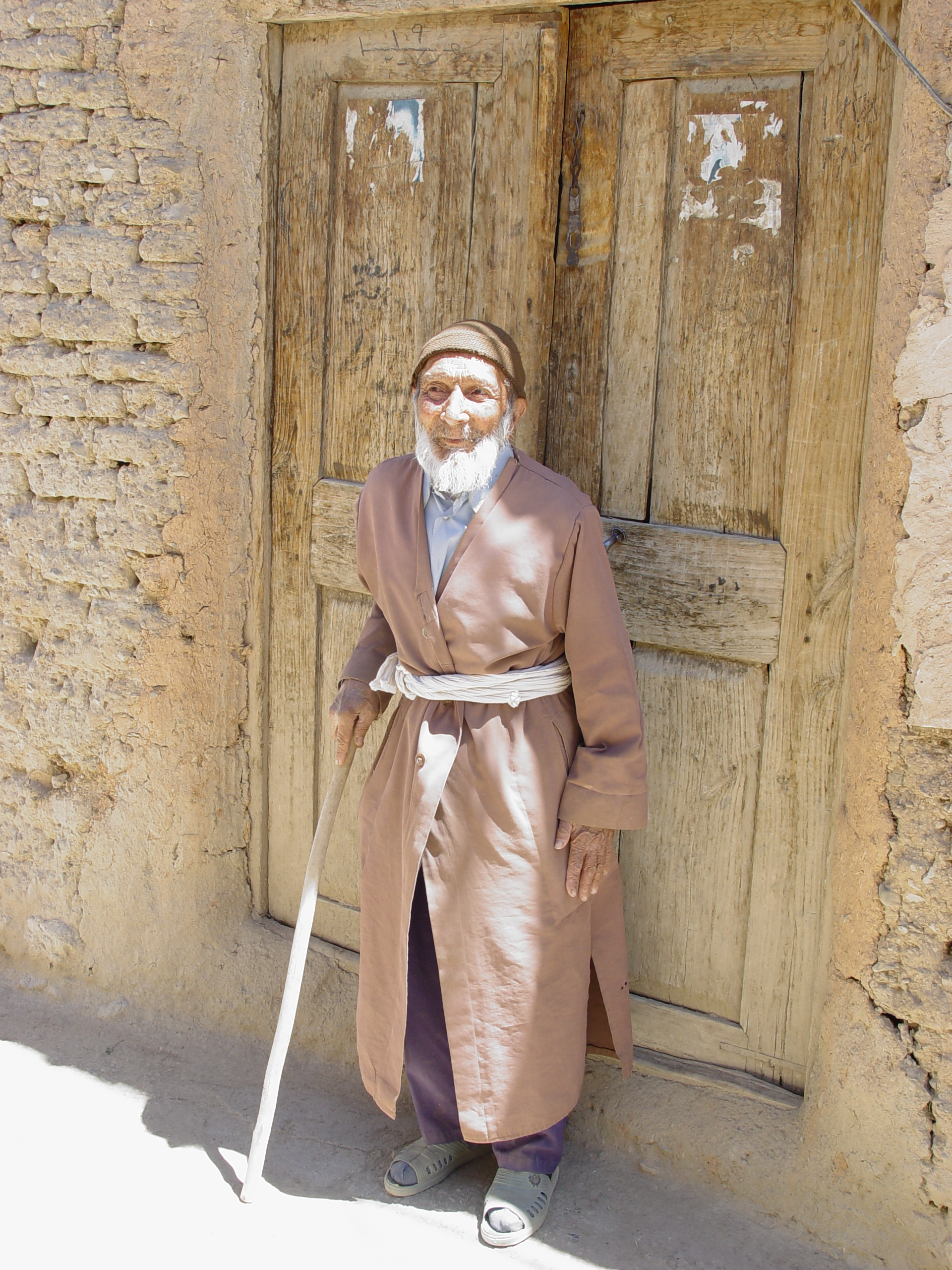
پیرمردی از ساکنان روستا

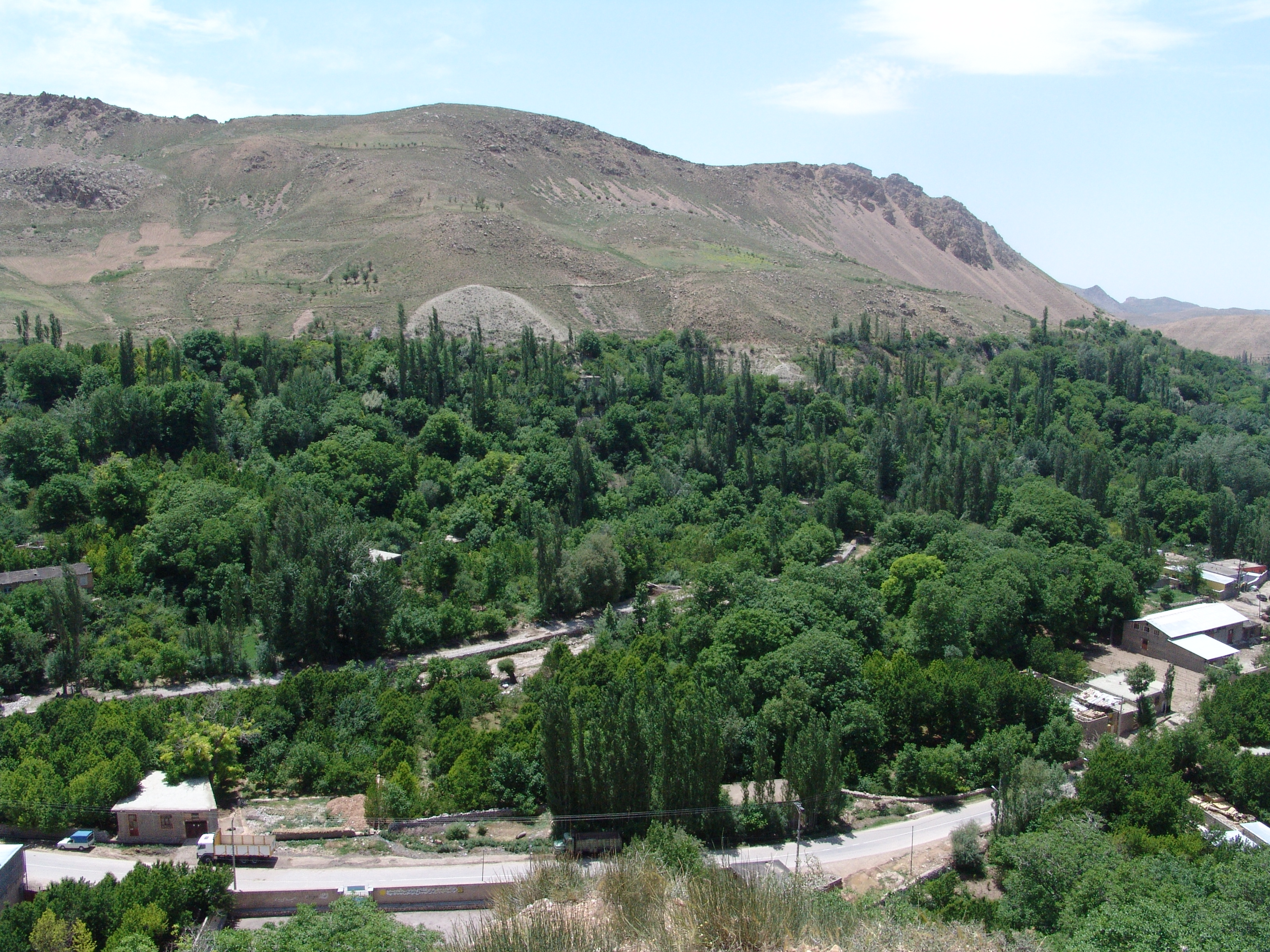
تصویری از سرسبزی روستا

از زمان پیدایش این روستا اطلاعات زیادی وجود ندارد. طبق اسناد موجود نام تاریخی این روستا در گذشته قریه روئین نام داشته‌است که به دوره تیموری بر می‌گردد و آن زمانی است که حافظ ابرو در سال ۸۳۳ ه‍.ق از منطقه ارغیان گذر کرده برای جهان ارغیان ۱۲ قریه ذکر کرده که روئین یکی از این قرای به‌شمار می‌آمده‌است:
ولایت جهان و ارغیان: «قریه روئین و توابع، قریه اردین، و توابع، قریه دستجرد و توابع، قریه کاریزدر، قریه بکر آباد، قریه نهامود، قریه جهان و توابع، قریه بان و توابع، قریه اسفنج و توابع، قریه خرق و توابع، قریه کرد، قریه سی و توابع، بیرون از این قری مزارع بسیار دارد».

## آب و هوا
آب و هوای روستای روئین از نوع معتدل کوهستانی با زمستان‌های سرد و پر برف و تابستان‌های معتدل و مطبوع می‌باشد. به علت موقعیت ییلاقی آن در تابستان‌ها تفریحگاه مناسبی برای اهالی شهرستان بجنورد و اسفراین محسوب می‌شود، که برای استفاده از هوای خنک و همچنین آب چشمه‌ها و میوه‌های این روستا به منطقه می‌روند.

## صنایع دستی
یکی از صنعتهای رایج در روستای تاریخی روئین «تنور سازی» و «کوندی سازی» بوده‌است که افرادی همچون «حاجی هانی غلامی»، «حسین غلام نبی» و «قدرت حسین» در این اواخر این صنعت را زنده نگه داشته بودند اما متأسفانه با رواج نانوایی‌های صنعتی به مرور این صنعت نیز می‌رود که به فراموشی سپرده شود
یکی دیگر از صنایع دستی این روستا صنعت چادرشب بافی است که هم به صورت دستی (سنتی) و هم به صورت صنعتی هنوز ادامه دارد.
این روستا به‌عنوان خاستگاه بافت چادرشب مطرح است در سال ۱۳۸۹ به عنوان اولین روستای نساجی سنتی کشور شناخته شد و به عنوان پایلوت کشوری انتخاب گردید. در این روستا ۳۰۰ دستگاه چادرشب بافی مشغول به تولید پارچه چادر شب و حوله و شال می‌باشند که مورد سازمان میراث فرهنگی و صنایع دستی ایران هستند.

## دهکده نساجی ایران
هم‌اکنون ۳۵۰ تا ۴۰۰ نفر از افراد ساکن در روستای رویین به‌طور مستقیم به تهیه نخ، رنگ آمیزی و بافت چادر شب و فروش آن اشتغال دارند و رشته چادرشب بافی یا نساجی سنتی رویین مهر اصالت یونسکو نیز دریافت کرده‌است. سالانه بیش از ۱۵۰ هزار متر مربع محصولات نساجی در این روستا تولید می‌شود